# KRC Genk Ladies
Maillots
Actualités
Dernière mise à jour : 16 juillet 2019.
Le KRC Genk Ladies est un club belge de football féminin, créé en 1971 sous le nom de Hewian Girls Lanaken, situé à Genk dans le Limbourg.

## Histoire
Le club a été formé à Neerharen vers 1971 et a ensuite rejoint l'Union belge en tant que Hewian Girls Lanaken. Le club a d'abord joué dans les séries provinciales du Limbourg, il a fallu attendre 1997 pour qu'il soit promu en D2. La saison suivante, Hewian Girls Lanaken retombe au niveau inférieur. En 1999, le club est à nouveau promu en D2 où il se maintient. Mieux, la saison d'après, Hewian Girls Lanaken remporte sa série et accède en D1. Cependant, le club termine dernier et est relégué. 

En 2003, Hewian Girls Lanaken revient au plus haut niveau. Cette fois, le club termine au milieu du classement mais la deuxième saison est fatale, le club échoue à la dernière place avec zéro point et retombe en D2 en 2005. La première saison après la relégation, Hewian Girls Lanaken finit au milieu du tableau.

En 2006-2007, la dernière saison sous le nom d'origine, Hewian Girls Lanaken échappe de peu à la relégation. En 2007, un nouveau nom apparaît: Damesvoetbal Lanaken, termine dernier et est donc relégué en D3, le plus bas niveau national.

En D3, DV Lanaken lutte pour revenir, mais en 2009 et 2010, il termine chaque fois 2e. Toutefois, DV Lanaken remporte un match de barrage contre Massenhoven VC et est ainsi promu en D2. Lors de la deuxième saison (2011-2012), le club termine 2e. Grâce à l'introduction de la BeNe Ligue, DV Lanaken retrouve la D1 et finit  4e la première année après la promotion.

En 2013, DV Lanaken fusionne avec un autre club limbourgeois, DV Zonhoven, dans le but de créer un club à part entière dans le centre du Limbourg. Le club fusionné continue en tant Lanaken Zonhoven: DVL Zonhoven. Cependant, le club déménage de Neerharen à Basvelden situé à Zonhoven. L'équipe A du DV Lanaken (en D1) devient l'équipe A, l'équipe A de DV Zonhoven (en D2) devient l'équipe B.

En 2015, le club s'établit à Genk sous le nom Ladies Genk dans la nouvelle Super League, le substitut belge de la BeNe Ligue. Un an plus tard, la coopération avec le KRC Genk s'intensifie et le club est rebaptisé KRC Genk Ladies. Le logo et le site web du RC Genk sont repris.

Lors de la 1ère saison en Super League, Ladies Genk termine 5e de la phase classique et 2e des Play Offs 2, en 2016-2017, le club finit 4e. En 2017-2018, le KRC Genk Ladies est 3e de la phase classique, 3e des Play Offs 1 et se hisse en finale de la Coupe de Belgique, perdue face au Standard de Liège.

## Palmarès
- Champion de Belgique D2 (1) : 2001  en tant que Hewian Girls Lanaken
- Vice-Champion de Belgique D2 (1) : 2003  en tant que Hewian Girls Lanaken
- Champion de Belgique D3 (1) : 2012  en tant que DV Zonhoven
- Finaliste de la Coupe de Belgique (2) : 2018 et 2023 en tant que KRC Genk Ladies

### Bilan
- 2 titres